# Снітине
Сні́тине — село (до 2007 року — селище) в Україні, в Лубенській громаді Лубенського району Полтавської області. Населення становить 270 осіб. Колишній орган місцевого самоврядування — Хорошківська сільська рада.

## Географія
Село Снітине знаходиться за 2 км від лівого берега річки Сула, вище за течією на відстані 0,5 км розташоване село Хорошки, нижче за течією на відстані 1 км розташоване село Снітин. На відстані 1,5 км розташоване село Чернече.

## Історія
- 2007 — змінений статус з селища на село.
- 12 червня 2020 року, відповідно до розпорядження Кабінету Міністрів України № 721-р «Про визначення адміністративних центрів та затвердження територій територіальних громад Полтавської області», село увійшло до складу Лубенської міської громади[1].
- 19 липня 2020 року, в результаті адміністративно - територіальної реформи та ліквідації Лубенського району(1923-2020), село увійшло до складу новоутвореного Лубенського району[2].

## Населення
Згідно з переписом УРСР 1989 року чисельність наявного населення селища становила 570 осіб, з яких 368 чоловіків та 202 жінки.
За переписом населення України 2001 року в селі мешкало 337 осіб.

### Мова
Розподіл населення за рідною мовою за даними перепису 2001 року:
| Мова       | Відсоток |
| ---------- | -------- |
| українська | 95,93 %  |
| російська  | 3,70 %   |
| єврейська  | 0,37 %   |

## Економіка
- Молочно-товарна ферма.
- Полтавська обласна психіатрична лікарня № 2 «Снітине».